# Ágios Vassílios (Neochóri, Messénie)
Pour les articles homonymes, voir Ágios Vassílios.
 (mai 2025).
Ágios Vassílios (grec moderne : Άγιος Βασίλειος) est une localité située dans le dème du Magne-Occidental, dans le district régional de Messénie, dans la périphérie du Péloponnèse, en Grèce.
Selon le recensement de 2021, elle compte 124 habitants.